# Суховоля (гмина)
Суховоля (пол. Suchowola) — городско-сельская гмина (волость) в Польше, входит как административная единица в Сокульский повет, Подляское воеводство. Население — 7453 человек (на 2004 год).

## Демография
| Перепись                       | Всего   | Всего | Женщины | Женщины | Мужчины | Мужчины |
| ------------------------------ | ------- | ----- | ------- | ------- | ------- | ------- |
| Единицы                        | человек | %     | человек | %       | человек | %       |
| Население                      | 7453    | 100   | 3748    | 50,3    | 3705    | 49,7    |
| Плотность населения (чел./км²) | 29,1    | 29,1  | 14,6    | 14,6    | 14,5    | 14,5    |

## Поселения
1. Бруково
2. Бахмацке-Колёне
3. Хлевиск-Дольны
4. Хлевиск-Гурны
5. Хмелювка
6. Хмельники
7. Цемне
8. Жакле
9. Ходорувка-Нова
10. Ходорувка-Стара
11. Ходорувка-Стара-Колёня
  1. Домураты
12. Дубасевщызна
13. Дубасевске-Колёне
14. Глембочизна
15. Гродзиск
16. Грымячки
17. Холодолина
18. Хороднянка
19. Ятвезь-Дужа
20. Ятвезь-Мала
21. Карповиче
22. Керснувка
23. Копчувка
24. Ляуданьщызна
25. Лесники
26. Лещаны
27. Морги
28. Нове-Стойло
29. Окопы
30. Ольшанка
31. Острувек
32. Подострувек
33. Подгродзиск
34. Подхороднянка
35. Поломин
36. Поломин-Колёня
37. Кшива
38. Посвентне
39. Покосьно
40. Пёнтак
41. Таблево
42. Рутковщызна
43. Суховоля-Бялостоцка
44. Суховоля-Фабрычна
45. Суха-Гура
46. Вулька
47. Тшижече
48. Згерщаньске-Колёне
49. Червонка
50. Двуглы
51. Гаево
52. Суховоля
53. Згерщаньске

## Соседние гмины
1. Гмина Домброва-Белостоцка
2. Гмина Янув
3. Гмина Ясвилы
4. Гмина Корыцин
5. Гмина Штабин